# Петрова, Галина Константиновна
Галина Константиновна Петрова (9 сентября 1920, Николаев — 8 декабря 1943, посёлок Эльтиген) — советская медицинская сестра морской пехоты Черноморского флота в годы Великой Отечественной войны, Герой Советского Союза (17.11.1943). Главстаршина (24.04.1943).

## Биография
Родилась в Николаеве. Русская. Позднее семья переехала в Новороссийск. Там Галина окончила среднюю школу с отличием. Училась в Новочеркасском инженерно-мелиоративном институте. Вышла замуж, родила сына.
В Военно-Морском Флоте с 1942 года. Окончила курсы медсестёр. Кандидат в члены ВКП (б). С 1942 года проходила службу в военно-морском госпитале № 43 144-й отдельной бригады морской пехоты Черноморского флота. В июле 1943 года переведена в госпиталь Новороссийской военно-морской базы. В октябре 1943 года прикомандирована к 386-му отдельному батальону морской пехоты Новороссийской ВМБ, который готовился к десанту в Крым.
1 ноября 1943 года санинструктор 386-го отдельного батальона морской пехоты Новороссийской военно-морской базы Черноморского флота главстаршина Г. К. Петрова приняла участие в высадке морского десанта у посёлка Эльтиген на Керченском полуострове. Под непрерывным огнём Галина Петрова самоотверженно оказывала медицинскую помощь десантникам и вынесла с поля боя около полусотни раненых бойцов. В боях на плацдарме, защищая раненых, неоднократно участвовала в отражении вражеских контратак.
Указом Президиума Верховного Совета СССР от 17 ноября 1943 года за образцовое выполнение боевых заданий командования на фронте борьбы с немецкими захватчиками и проявленные при этом отвагу и геройство главстаршине Петровой Галине Константиновне присвоено звание Героя Советского Союза с вручением ордена Ленина и медали «Золотая Звезда». Первая женщина-Герой в Военно-Морском флоте СССР.
Однако получить эти награды ей было не суждено. В жестоком бою на плацдарме 3 декабря 1943 года она была тяжело ранена. А на следующий день в землянку с ранеными, где находилась и Галина Петрова, попала немецкая авиабомба, все находившиеся в ней погибли. По документам о потерях ОБД «Память народа» главстаршина Галина Петрова значится погибшей ещё 8 ноября 1943 года. В некоторых документах ОБД «Память народа» Г. К. Петрова значится погибшей 8 декабря 1943 года, но это явная ошибка — к этому дню Эльтигенский плацдарм уже прекратил своё существование, бои там прекратились и погибнуть в этот день на плацдарме Галина Петрова не могла.
Похоронена на Военном кладбище в Керчи.

## Памятные знаки
- В Крыму:
  - Её именем названы село Петрово и железнодорожная станция Петрово
  - В Севастополе есть улица Галины Петровой.
  - В Керчи установлен памятник и работает медицинский колледж, названный именем Галины Петровой.
  - В селе Героевское её именем названа улица.
- В Новочеркасске:
  - на здании главного корпуса Южно-Российского государственного политехнического университета установлена мемориальная доска[6];
  - в институте, где она училась, установлены бюст и мемориальная доска (на здании энергетического факультета со стороны стадиона);
  - имя героини увековечено и в названии переулка, который берёт начало от улицы Троицкой и заканчивается у Баклановского проспекта; на доме № 30 висит металлическая мемориальная доска[7].
- 21 февраля 1983 года в Николаеве её именем названа улица, а 7 мая 2007 года была открыта мемориальная доска[8].
- В Туапсе и Новороссийске улицы названы в её честь.

|                            |                                                                                    |                                   |                                  |                                            |
| Бюст Г. Петровой возле НПИ | Аннотационная доска на улице Галины Петровой в посёлке Героевское (в черте Керчи). | Памятная доска на станции Петрово | Мемориальная доска в ЮРГТУ (НПИ) | Могила Петровой на Военном кладбище Керчи. |